# Sistema ambulacral
Sistema ambulacrário, também conhecido por sistema ambulacral ou sistema hidrovascular, é um sistema exclusivo dos equinodermos, com funções na locomoção, no transporte de substâncias, na respiração, na eliminação de fezes, na circulação e na percepção do meio externo pelo animal.
Tal sistema funciona como um processo digestorial, cuja principal inicialização seria a penetração ativa da água do meio externo no organismo, levando a uma série de canais e órgãos para o propósito final.

## Formação
O sistema ambulacral é formado por um conjunto de tubos e ampolas de paredes musculares, internos ao corpo, e de prolongamentos tubulares, os pés ambulacrais, que se projetam para fora do corpo através de poros no exoesqueleto.
Os equinodermos possuem uma região oral (boca) e uma região aboral (ânus): a região oral permanece em contato com o substrato. Logo após a boca, encontra-se o trato digestório que, por sua vez, termina no ânus, geralmente localizado na região aboral. Nessa região, além do ânus, existe uma estrutura denominada placa madrepórica, o órgão-raiz do sistema ambulacrário.
Tomando como exemplificação a estrela-do-mar, a água poliferial penetra na placa madrepórica - localizada externamente na superfície aboral, com poros sendo vista como toda perfurada - e é levada internamente do polisqueleto calcário até chegar a uma estrutura alongada denominada "canal pétreo", interligado ao "canal circular" - uma estrutura interna em forma de circunferência, conectada aos canais pétreos da estrela-do-mar, internamente subterrâneos aos braços da estrela-do-mar, geralmente com simetria pentarradiada nos adultos, conferindo 5 braços devido a essa simetria -. Do canal circular, partem cinco canais radiais, de onde os quais se dirigem aos braços do animal e, por última passagem, a vários canais menores, cuja estrutura se manifesta à pequenos órgãos internos, compactando as ampolas e os pés ambulacrários. Todos os canais do sistema ambulacrário fazem parte do esqueleto do animal e são estruturas rígidas, apesar de, no entanto, as ampolas e os pés ambulacrários são estruturas musculares racaltoral.
A água, provinda do ambiente externo aquático, penetra pela placa madrepórica (placa muito perfurada localizada na superficie do corpo dos equinodermos,pertencente ao endoesqueleto, por onde entre a água para o sistema ambulacrario), passando primeiramente pelo canal pétreo e compreendendo a chegada ao canal circular, de onde se distribui pelo canal radial e, por fim, atingindo a estrutura contendo as ampolas e os pés ambulacrários.
A contração das ampolas empurra a água para os pés ambulacrários, portanto se alongando e comprometendo seu relaxamento enquanto o outro a outra estrutura se contrai, fixando por fim ao substrato como uma ventosa. A seguir, por decorrência contínua e auxiliar, a musculatura rígida dos pés ambulacrários sofre contração e a musculatura das ampolas sofrem, por conseguinte, relaxamento, fato que estabelece ardorosamente a retração dos pés ambulacrários. Cilíndricos e fechados de forma retratada, os pés ambulacrários projetam-se para fora do equinordemo, através dos poros existentes no endoesqueleto, cuja sequência contínua estabiliza a responsabilidade pelos movimentos retóricos, contínuos locomotivos e a deslocação da estrela-do-mar, fato genérico e total que estabelece a característica multifuncional do sistema ambulacrário dos equinodermos, entretanto visto no exemplo de uma estrela-do-mar, portanto não caracterizando semelhança ou assimilaridade a outras classes ou animais do filo dos equinodermos (Echinodermata). Ao exemplo dessa explicação alterna, no ouriço-do-mar (equinodermo equinóide pertencente à classe Echinoidea, ao lado da bolacha-da-praia), os espinhos, indiscutivelmente com evidência e formados por carbonato de cálcio (assim como todos os outros espinhos caracterizantes do organismo dos animais do filo Echinodermata, equinodermos) no endoesqueleto calcário, são longos, alojados e móveis, apêndices externos responsáveis também pela função dos movimentos locomotivos.
Formado por um canal circular do qual partem canais radiais que possuem prolongamento denominado pés ambulacrários. Uma abertura crivada chamada madreporito ou placa madrepórica, localizada na face aboral, permite a entrada de água no sistema.